# Teorema di Napoleone

Illustrazione del teorema nel caso di costruzione esterna

Il teorema di Napoleone è un teorema di geometria del triangolo, e asserisce che
"i baricentri dei triangoli equilateri, costruiti tutti esternamente o tutti internamente sui lati di un triangolo qualsiasi, formano un triangolo equilatero (triangolo di Napoleone)".
Inoltre è dimostrabile che la differenza delle aree dei triangoli di Napoleone che si ottengono nel caso di costruzione esterna e di costruzione interna equivale all'area del triangolo originale.
Nel caso il triangolo di partenza sia a sua volta equilatero, allora il triangolo che si ottiene dalla costruzione interna degenera in un punto corrispondente al baricentro del triangolo originale mentre il triangolo che si ottiene dalla costruzione esterna è identico a quello originale e ne è la copia simmetrica rispetto al proprio baricentro.
Nel caso il triangolo di partenza sia il caso degenere di 3 punti allineati, allora i due triangoli equilateri che si ottengono sono identici  e simmetrici rispetto alla retta che passa per i 3 punti allineati.
Si può dimostrare che nel caso di costruzione esterna i tre circumcerchi dei triangoli equilateri si incrociano nel punto di Fermat del triangolo originale. Il punto dove si incrociano i circumcerchi in caso di costruzione interna prende il nome di secondo punto di Fermat.

## Storia
Si ritiene che l'intuizione di questo risultato sia attribuibile a Napoleone Bonaparte, sebbene egli stesso abbia proposto il teorema a Joseph-Louis Lagrange per la dimostrazione. La prima pubblicazione che menziona questa proprietà è del 1825.